# Jean Skylitzès
Jean Skylitzès (en grec byzantin Ἰωάννης ὁ Σκυλίτζης) est un historien byzantin du XIe siècle (né vers 1040 - mort au début du XIIe siècle), originaire d'Asie Mineure et qui a exercé de hautes fonctions administratives et juridiques à Constantinople sous le règne d'Alexis Ier Comnène. Il est l’auteur du Synopsis Historion (en grec Σύνοψις ἱστοριῶν / Synopsis historiôn), une chronique qui couvre la période allant de 811 à 1057. On lui attribue également une continuation de cette chronique (Scylitzes Continuatus) jusqu'à l'année 1079.

## Sa vie

Le thème des Thrakésiens en 1045 est situé sous celui des Opsikions.

Le peu que nous savons sur Jean Skylitzès est déduit de ses œuvres ou de ce que d’autres historiens ont dit de lui.
Il naquit vers 1040 probablement dans le thème des Thrakésiens en Anatolie. Le fait que et Georges Kedrenos (souvent appelé en français Georges Cédrène) et Jean Zonaras se réfèrent à lui comme à « Jean le Thrakésien » porte à croire que sa ville d’origine était modeste, sinon il aurait été désigné par le nom de cette ville et non par celui de sa province, tel Michel Attaleiates, son contemporain, originaire de la ville d’Attaleia (aujourd’hui Antalya). Sa famille était à l’époque peu connue, car les seuls autres « Skylitzès » (litt : « petit chien ») dont nous ayons trace vécurent au siècle suivant alors que certains de ses membres eurent une carrière distinguée dans l’Église et la bureaucratie.
Il dut quitter relativement tôt sa province d’origine pour recevoir une bonne éducation, car il fit carrière à Constantinople dans la magistrature, faisant partie de ces « hommes nouveaux » que Constantin X promut en élevant des citoyens ordinaires à des rangs auxquels ils ne pouvaient jusqu’alors prétendre. Dans la préface du Synopsis Historion, Skylitzès affirme avoir détenu le rang de kouropalates (curopalate) et avoir exercé la fonction de « drongaire de la garde » (en grec : δρουγγάριος τῆς βίγλης, droungarios tēs viglēs), titre qui, aux environs de 1030, se référait au juge en chef du plus important tribunal de Constantinople. C’est à ce titre qu’il requit en 1091, une élucidation de l’empereur Alexis Comnène sur l’interprétation à donner à l’une des Novelles (lois promulguées par l’empereur) sur les empêchements au mariage. Outre ce poste dans la magistrature, Skylitzès occupa également celui d’éparque (préfet) de Constantinople avec rang de « proèdre ».
En 1094, Skylitzès semble déjà s’être retiré du domaine juridique, ayant probablement reçu d’autres honneurs de la part de l’empereur. Citant l’œuvre de Skylitzès, Georges Kedrenos lui donne même le titre de « protovestiarios », titre généralement réservé aux membres de la famille impériale. Selon le byzantiniste Werner Seibt, il s’agirait là d’une erreur d’interprétation, ce titre devant se lire soit « protovestes » (en grec : πρωτοβέστης, litt : premier des vestès), soit « protovestarches » (en grec : πρωτοβεστάρχης, litt : premier des vestarchēs), titres élevés, mais plus modestes que celui de protovestiaire que défend cependant la professeure Holmes,. Il n’est pas impossible effectivement qu’Alexis Ier ait élevé Skylitzès au rang de protovestiaros après la publication de la deuxième version de son œuvre vers 1105 pour reconnaitre ses réalisations en tant qu’historien. Par la suite, nous n’entendons plus parler de lui.

## Son œuvre
Jean Skylitzès est surtout connu comme étant l'auteur du Synopsis Historion (en grec Σύνοψις ἱστοριῶν / Synopsis historiôn) ou « Synopsis des Histoires », une chronique qui couvre la période allant de la mort de Nicéphore Ier en 811 à la destitution de Michel VI en 1057 (dynasties amorienne et macédonienne). Il la rédigea vraisemblablement après s’être retiré de ses fonctions de drongaire de la garde entre 1092 et 1094, ayant plus de temps à consacrer à ses recherches. Cette première version, complétée probablement en 1095, se termine en 1057. On lui attribue toutefois une version plus longue se terminant en 1078/1079 avec la mort du logothète Nicéphoritzès. Une allusion au fait que Constantin Bodin, roi de Dioclée de 1081 à 1101, « a terminé son règne de nos jours » semble indiquer que cette deuxième version, à laquelle on se réfère sous le nom de « Skylitzès Continuatus », aurait été complétée après 1101. Parue vraisemblablement en 1105, cette deuxième version contrairement à la première, emprunte beaucoup à l’« Histoire » de Michel Attaleiates et à la « Chronographie » de Psellos.
Skylitzès se décrivant lui-même comme résumant les « Histoires » rédigées par divers prédécesseurs, il semblerait, selon le Pr Treadgold, que la première version soit surtout basée sur les deux « Histoires » mentionnées dans sa préface, soit celle de Démétrius évêque de Cizique et celle du moine Jean de Lydie dont les textes se terminent comme celui du Synopsis en 1057. C’est par la suite qu’il aurait découvert les œuvres d’Attaleiates et de Psellos et qu’il aurait rédigé une deuxième version sous le titre cette fois de « Épitomé des Histoires » (Επιτομή ιστορίας), permettant sa continuation jusqu’en 1079/1080.
Récapitulant ses prédécesseurs, Skylitzès réarrange leurs textes, résumant ou paraphrasant ceux-ci et rapportant leurs jugements sur les personnages impliqués. Si on peut lui reprocher un manque d’originalité, le grand mérite de cette façon de procéder est de porter à notre connaissance sans y apporter de changements majeurs un grand nombre d’œuvres dont plusieurs ne sont pas autrement parvenues jusqu’à nous, constituant ainsi la source la plus complète que nous possédions sur ces deux siècles et demi. Dans sa préface (proemion), Skylitzès indique qu’il a tenté de récapituler les textes de Georges le Syncelle (mort après 810) et de Théophane le Confesseur (758/759 – 817/818), deux historiens que personne à son avis n’a surpassés. Il est critique des travaux de Michel Psellos (1018 – 1078) et de l’ « enseignant sicilien » (terme désignant probablement Theognostus le Grammairien), leur reprochant (faute probablement d’avoir eu accès à l’ensemble de leur œuvre) d’avoir trop abrégé le règne des empereurs dont ils retracent la vie. Ensuite, il accuse dix autres historiens ayant écrit après Théophane le Confesseur l’histoire de leur temps d’être biaisés, ce qui ne l’empêche pas néanmoins de rapporter fidèlement leurs textes sans y ajouter de commentaires personnels.
On peut ainsi vraisemblablement identifier, à tout le moins pour les historiens dont nous conservons les textes, ceux qui lui ont servi de sources pour les périodes suivantes :
- Période 813 – 877 : Joseph Genesios, nom conventionnel d’un auteur byzantin d’origine arménienne, qui rédigea à la demande de l’empereur Constantin VII une histoire allant de 813 (alors que se termine la « Chronographie » de Théophane) à 867 (alors que commence le règne de Basile II);
- période 876 – 944 : Théodore Daphnopatès (né entre 890 et 900) – « Vie de Basile » et « Theophanes Continuatus » - ensemble de biographies impériales;
- période 944 – 971 : Nicéphore le Doyen de Phrygie – « Histoire »;
- période 971 – 976 : Théodore, évêque de Side qui rédigea une « Histoire » allant de 811 à 976, laquelle fut poursuivie par son neveu, Théodore de Sébaste;
- période 976 – 1025 : Théodore de Sébaste, seul historien byzantin connu à avoir écrit sur cette période;
- période 1025 – 1057 : Démétrios, évêque de Cyzique (né vers 998 – mort après 1043) et le moine Jean de Lydie (haut-fonctionnaire à Constantinople de 1054 à 1057) qui écrivit une suite à l’ « Histoire » de Théodore de Sébaste[14].

## Place parmi les historiens byzantins

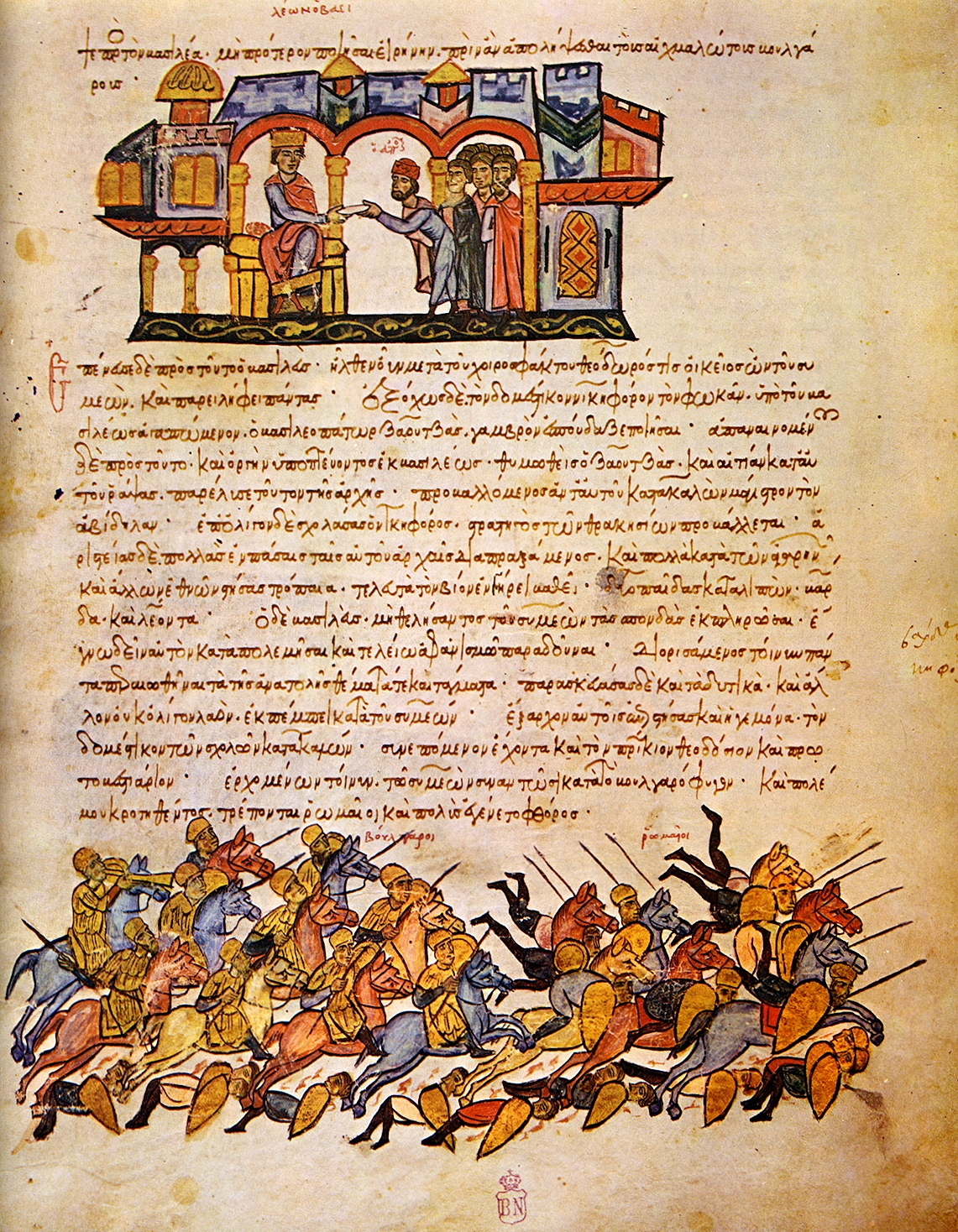
Extrait du manuscrit Skylitzès de Madrid. (haut) Léon VI et les Bulgares; (bas) Les Bulgares mettant les forces byzantines en déroute à Bulgarophygon.

Le XIe siècle a constitué une période particulièrement fertile pour la rédaction de grandes fresques historiques. Alors que seulement six avaient été rédigées dans les trois cents ans précédents, quatre seront produites au cours de ce siècle et cinq autres s’y ajouteront au siècle suivant, accompagnant les profondes mutations culturelles des XIe siècle et XIIe siècle. Outre Jean Skylitzès, les grands chroniqueurs de l’époque seront Jean Xiphilin, Michel Attaleiatès, Michel Psellos, Georges Kedrenos (ou Cédrène), Nicéophore Bryenne et Anne Comnène, ainsi que Jean Zonaras, Constantin Manassès, Michel Glycas et Jean Kinnamos (ou Cinnamus).
La chronique « Synopsis Historion » constitue l'une des meilleures sources que nous possédions sur le XIe siècle. Dans cet ouvrage, Skylitzès a voulu rédiger non pas une simple chronique comme la « Chronographie » de Psellos, ou un panégyrique tendancieux comme la « Vie de Basile » de Genesios, mais une histoire générale s’étendant jusqu’à la période contemporaine, sur le modèle de Georges le Syncelle et de Théophane. Son but semble avoir été de résumer les sources en sa possession, les réarrangeant en fonction des règnes des empereurs plutôt qu’en respectant un ordre chronologique strict, épurant ce qui lui semblait biaisé pour ne citer que les évènements (mais rapportant toutefois les jugements de ces auteurs lorsqu’ils ne lui semblaient pas porter à controverse), permettant ainsi aux lecteurs de lire « une » Histoire plutôt que d’avoir à se référer à une dizaine d’auteurs différents, chose difficile à une époque où les livres étaient rares; ce faisant, il nous a transmis une bonne partie du contenu et du libellé de ses sources,. Dans la seconde édition qu’il intitulera « Épitomé des Histoires » et qui nous est connue sous le nom de « Skylitzès continuatus », il se risquera à insérer certaines informations ou certains jugements personnels dans le texte de Michel Attaleiatès, tout en s’en tenant au texte de base puisque, tout comme Attaleiatès, il ne mentionne pas l’avènement d’Alexis Ier (1081) qui ne s’était pas encore produit au moment où Attaleiatès rédigeait son œuvre; pour certains évènements non relatés par Attaleiatès, Skylitzès se référera à Psellos.
La première édition du Synopsis Historion fut recopiée par Georges Kédrénos (Georges Cédrène; fin du XIe siècle) qui lui ajouta dans sa Chronique universelle diverses compilations des évènements s’étant déroulés depuis la création du monde jusqu’en 811, date où commence le texte de Skylitzès, permettant à son tour à ses lecteurs de ne consulter qu’un seul texte plutôt que d’avoir aussi à se référer séparément aux chroniques de Georges le Syncelle, de Théophane et de Skylitzès, raison probable pour laquelle son « Compendium » devint plus populaire que le « Synopsis » de Skylitzès.
Le texte de Skylitzès fut également repris extensivement par un autre drongaire de la garde, Jean Zonaras (né vers 1074, mort après 1159), qui utilisa la deuxième édition du Synopsis Historion avec la Chronographie de Psellos dans la rédaction de la période 813-1081 de son « Épitomé historion », abrégé de l’histoire du monde, de la Création à 1118,.
Également au XIIe siècle, Michel Glycas, moine et théologien, rédigea une « Chronique universelle » intitulée Βίβλος χρονική, qui raconte l'histoire du monde depuis la Création jusqu'en 1118, année de la mort d'Alexis Ier Comnène et dont la matière historique est empruntée à divers auteurs dont Skylitzès pour la quatrième partie qui traite de l’histoire de l’Empire byzantin de Constantin Ier à Alexis Ier.
Dans le troisième quart du XIIe siècle, un manuscrit reproduisant la Chronique de Skylitzès fut produit sous le patronage du roi de Sicile Roger II et son fils Guillaume. Enluminé et décoré de 577 miniatures ce manuscrit, connu sous le nom de « Chronique de Skylitzès de Madrid » est actuellement conservé à la bibliothèque nationale d'Espagne (Gr. Vitr. 26-2).